# Mario Forlivesi
Mario Forlivesi (Roma, 5 febbraio 1927 – Roma, 29 marzo 1945) è stato un calciatore italiano, di ruolo attaccante.

## Carriera

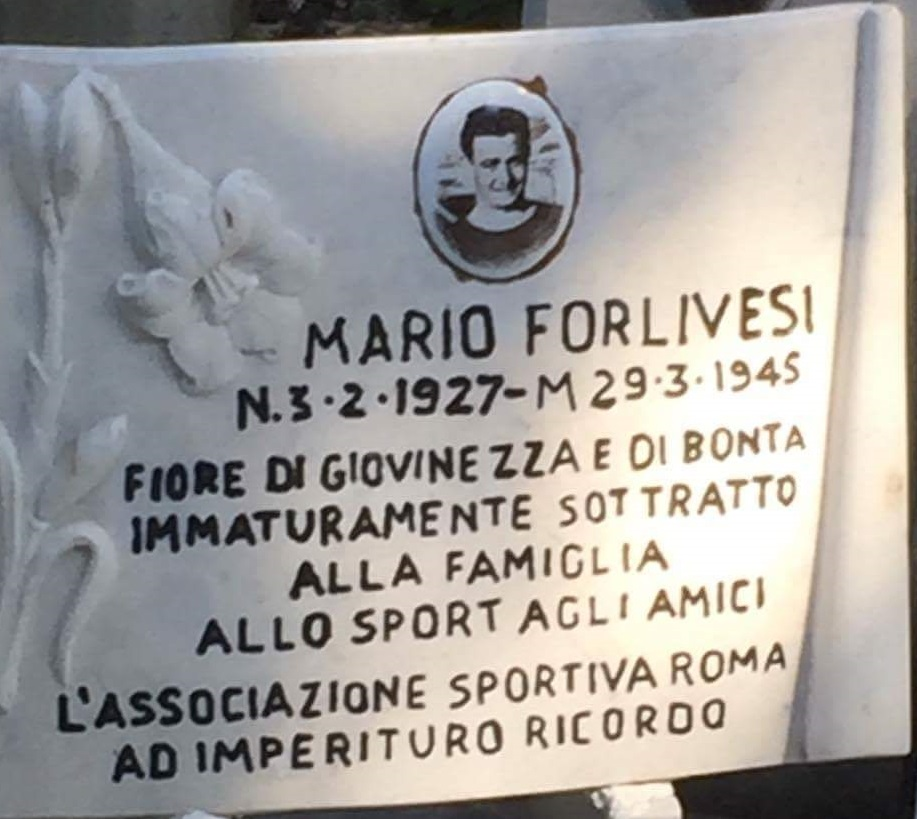
La lapide di Mario Forlivesi presso il Cimitero del Verano di Roma (la data di nascita errata è dovuta probabilmente al ritardo di due anni con cui venne registrato all'anagrafe).

Figlio di Remo Forlivesi, già calciatore della Lazio, approda a 17 anni nelle giovanili della Roma che lo preleva dalla Fortitudo, la società di Borgo Pio dopo la fusione con l'Alba Audace ed il Foot Ball Club di Roma aveva mantenuto le strutture giovanili che per anni funzionarono da vivaio per la squadra giallorossa.
In qualche occasione si ritrovò a sostituire Amedeo Amadei durante il campionato romano di guerra. Giocò 7 partite realizzando 8 reti. Morì nel 1945, a soli 18 anni, a causa di una meningite fulminante.